# Гатторф-ам-Гарц
Гатторф-ам-Гарц (нім. Hattorf am Harz) — громада в Німеччині, розташована в землі Нижня Саксонія. Входить до складу району Геттінген. Центр об'єднання громад Гатторф-ам-Гарц.
Площа — 29,19 км2. Населення становить 3982 ос. (станом на 31 грудня 2021).